# Шуртаков, Семён Иванович
Семён Иванович Шуртако́в (1918—2014) — русский советский писатель, переводчик.

## Биография
Родился 26 января 1918 года в селе Кузьминка (ныне Сергачский район, Нижегородская область). Работал трактористом, комбайнёром в Сергачской МТС. В 1938 призван, служил секретарём газеты «Залп» Сучанского сектора БО ВМОР Тихоокеанского флота. Уволен с флота в 1946 году в звании главстаршины.
Окончил с отличием Литературный институт имени А. М. Горького в 1951 году.
В 1957 году вступил в Союз писателей СССР, позже стал секретарём Союза писателей России. С 1977 года руководитель семинара прозы в Литературном институте, на Высших литературных курсах. Печатался в журналах «Молодая гвардия», «Москва», «Наш современник», «Литературное обозрение», «Вопросы литературы», «Нижний Новгород», «Север», «Огонёк», «Смена» и других. Занимался переводами писателей национальных республик. Всего издано более 30 книг. Один из зачинателей Праздника славянской письменности и культуры.
Активно участвовал в общественной жизни до преклонного возраста. В 2009 г. в возрасте 91 года принял участие в празднике «День литературы» в с. Сеченово Нижегородской области, его выступление было признано самым эмоциональным.
В марте 2014 года одним из первых подписал открытое письмо Союза писателей России к президенту Владимиру Путину, в котором поддержал действия президента по отношению к Крыму и украинской ситуации в целом.
Скончался 13 апреля 2014 года[где?]. Похоронен в родном селе.

## Награды и премии
- орден Отечественной войны II степени (11.3.1985)
- орден Трудового Красного Знамени (23.2.1988)[5]
- орден «Знак Почёта» (25.1.1978)
- медаль «За боевые заслуги» (22.10.1945)
- Государственная премия РСФСР имени М. Горького (1987) — за роман «Одолень-трава»
- литературные премии имени К. М. Симонова, В. С. Пикуля, Н. М. Карамзина, А. П. Платонова[6].
- Золотая медаль В. И. Даля
- почётная грамота «За вклад в русскую культуру»
- орден преподобного Сергия Радонежского (2004)
- заслуженный работник культуры Чувашской АССР (1981)
- заслуженный работник культуры Республики Саха (Якутия) (1995).

## Членство в организациях
- Член ВКП(б).